# Jan Lundgren Trio Plays the Music of Victor Young
Jan Lundgren Trio Plays the Music of Victor Young är ett musikalbum från 2001 av Jan Lundgren Trio.

## Låtlista
1. I Dont Stand a Ghost of a Chance With You (Victor Young/Ned Washington/Bing Crosby) – 3:52
2. A Weaver of Dreams (Victor Young/Jack Elliot) – 5:19
3. Song of Delilah (Victor Young/Jay Livingston/Ray Evans) – 5:47
4. Golden Earrings (Victor Young/Jay Livingston/Ray Evans) – 2:39
5. A Hundred Years from Today (Victor Young/Ned Washington/Joe Young) – 5:02
6. Street of Dreams (Victor Young/Sam M Lewis) – 3:59
7. Sweet Sue – Just You (Victor Young/Will Harris) – 4:44
8. Love Letters (Victor Young/Edward Heyman) – 4:02
9. Stella by Starlight (Victor Young/Ned Washington) – 6:25
10. When I Fall in Love (Victor Young/Edward Heyman) – 6:22
11. Alone at Last (Victor Young/Bob Hilliard) – 5:35
12. Beautiful Love (Wayne King/Victor Young/Egbert van Alstyne/Haven Gillespie) – 4:41
13. My Foolish Heart (Victor Young/Ned Washington) – 2:49

## Medverkande
- Jan Lundgren – piano
- Mattias Svensson – bas
- Rasmus Kihlberg – trummor
- Stacey Kent – sång (spår 1, 6, 13)
- Deborah Brown – sång (spår 5, 9, 12)
- Johnny Griffin – tenorsaxofon (spår 2, 10)